# Jacques Erwin
Jacques Erwin, de son vrai nom Herwin Frédéric Roger Follot, est un comédien français né le 22 décembre 1908 dans le 6e arrondissement de Paris et mort  le 17 avril 1957 à Saint-Tropez,.

## Biographie
Jacques Erwin est le fils de l'architecte-décorateur Paul Follot et de Ida Vengel, artiste-peintre d'origine allemande.
Il était un ami du chanteur Georges Brassens.

## Filmographie
- 1931 : Les Cinq Gentlemen maudits de Julien Duvivier - Midlock -
- 1932 : Coups de roulis de Jean de La Cour - Un officier -
- 1933 : L'atroce menace de Christian-Jaque - moyen métrage -
- 1933 : Vilaine histoire de Christian-Jaque - moyen métrage -
- 1934 : Liliom de Fritz Lang - Le suicidé -
- 1934 : Lui ou elle de Roger Capellani - moyen métrage -
- 1934 : Perfidie de Roger Capellani - court métrage -
- 1935 : Stradivarius de Geza Von Bolvary - Un officier -
- 1936 : La Brigade en jupons de Jean de Limur - Mr. Vilette -
- 1936 : J'arrose mes galons de René Pujol et Jacques Darmont
- 1936 : Salonique nid d'espions de Georg-Wilhelm Pabst
- 1937 : La Danseuse rouge ou La Chèvre aux pieds d'or de Jean-Paul Paulin
- 1937 : Ramuntcho de René Barberis - Arrochkoa -
- 1937 : Les Nuits blanches de Saint-Pétersbourg de Jean Dréville - Le colonel Toukatchewsky -
- 1938 : Frères corses de Géo Kolber
- 1938 : Katia de Maurice Tourneur - Trubetzkoïy -
- 1938 : La Maison du Maltais de Pierre Chenal - Laurent  -
- 1938 : Remontons les Champs-Elysées de Sacha Guitry et Robert Bibal - Louis XIV, jeune et le duc de Montpensier -
- 1939 : Ils étaient neuf célibataires de Sacha Guitry - Le duc Julien de Bénéval -
- 1939 : Sans lendemain de Max Ophüls
- 1940 : L'An 40 de Fernand Rivers - Jacques -
- 1940 : La Nuit merveilleuse de Jean-Paul Paulin - Le forgeron -
- 1940 : Un chapeau de paille d'Italie de Maurice Cammage - Emile -
- 1941 : Les petits riens de Raymond Leboursier - Alceste -
- 1944 : La Rabouilleuse de Fernand Rivers : Maxime Gillet -
- 1947 : Capitaine Blomet de Andrée Feix - Mr. de Cugnac -
- 1947 : Les jeux sont faits de Jean Delannoy - Jean Aguerra -
- 1947 : La Grande Volière de Georges Peclet - Le colonel -
- 1949 : Interdit au public de Alfred Pasquali - Hervé Montagné -
- 1950 : Garou-Garou, le passe-muraille de Jean Boyer - Gaston le beau-frère -
- 1951 : Gibier de potence de Roger Richebé
- 1953 : L'Étrange Désir de monsieur Bard de Geza Radvanyi - L'huissier du casino -
- 1955 : Marguerite de la nuit de Claude Autant-Lara - Le ténor -

## Théâtre
- 1934 : Une femme libre d'Armand Salacrou, mise en scène Paulette Pax, Théâtre de l'Œuvre
- 1935 : La Complainte de Pranzini et de Thérèse de Lisieux d'Henri Ghéon, mise en scène Georges Pitoëff, Théâtre des Mathurins
- 1936 : Elizabeth, la femme sans homme d'André Josset, mise en scène René Rocher, Théâtre du Vieux-Colombier
- 1937 : Victoria Regina de Laurence Housman, mise en scène André Brulé, Théâtre de la Madeleine
- 1938 : Victoria Regina de Laurence Housman, mise en scène André Brulé, Théâtre des Célestins
- 1945 : L'Autre Aventure de Marcel Haedrich, mise en scène Jacques Erwin, Théâtre l'Apollo
- 1948 : Interdit au public de Roger Dornès et Jean Marsan, mise en scène Alfred Pasquali, Comédie Wagram
- 1950 : Mon bébé de Maurice Hennequin d'après Baby mine de Margaret Mayo, mise en scène Christian-Gérard, Théâtre de la Porte-Saint-Martin
- 1951 : Je l'aimais trop de Jean Guitton, mise en scène Christian-Gérard, Théâtre Saint-Georges
- 1953 : Les Pavés du ciel d'Albert Husson, mise en scène Christian-Gérard, Théâtre des Célestins
- 1955 : Un monsieur qui attend d'Emlyn Williams, mise en scène Pierre Dux, Comédie Caumartin

## Doublage
- Robert Ryan dans :
  - Le Garçon aux cheveux verts (1948) : Dr Evans
  - Plus fort que la loi (1951) : Jeff Clinton
  - Les Diables de Guadalcanal (1951) : le Commandant Carl Griffin
  - Le démon s'éveille la nuit (1952) : Earl Pfeiffer
  - La Cité sous la mer (1953) : Brad Carlton
- Johnny Weissmuller dans : (les 1ers doublages)
  - Tarzan et sa compagne (1934) : Tarzan
  - Tarzan s'évade (1936) : Tarzan
  - Tarzan trouve un fils (1939) : Tarzan
  - Le Trésor de Tarzan (1941) : Tarzan
- Anthony Quinn dans :
  - L'Epée de Monte Cristo (1951) : le gouverneur Viovanni Larocca
  - Viva Zapata ! (1952) : Eufemio Zapata
  - Le Proscrit (1952) : le prince Ramón
- James Mason dans :
  - L'Affaire Cicéron (1952) : Ulysses Diello / Cicéron
  - Les Rats du désert (1953) : FeldMarshall Erwin Rommel
  - Prince Vaillant (1954) : Sir Brack
- Ernest Borgnine dans :
  - Les Massacreurs du Kansas (1953) : Bull Slager
  - Tant qu'il y aura des hommes (1954) : le Sergent-chef James 'Fatso' Rudson
  - L'Homme de nulle part (1956) : Shep Horgan
- Victor Mature dans :
  - Les Gladiateurs (1954) : Demetrius
  - L'Égyptien (1954) : Horemheb
  - La Charge des tuniques bleues (1955) : Jed Cooper
- Kirk Douglas dans :
  - Chaînes conjugales (1949) : George Phipps
  - Le Cercle infernal (1955) : Gino Borgesa
- Charles Drake dans :
  - Harvey (1950) : Dr Sanderson
  - À l'assaut du Fort Clark (1953) : le sergent Luke Schemerhorn
- Orson Welles dans :
  - Dossier secret (1955) : Gregory Arkadin
  - Moby Dick (1956) : le Père Mapple
- 1933 : Rêves brisés : [Qui ?]
- 1934 : L'Espionne Fräulein Doktor : [Qui ?]
- 1935 : Les Croisades : [Qui ?]
- 1936 : San Francisco : un homme dans la foule[Qui ?]
- 1937 : Le Couple invisible : George Kerby (Cary Grant)
- 1938 : Vous ne l'emporterez pas avec vous : Boris Kolenkhov (Mischa Auer)
- 1939 : Les Aventures de Sherlock Holmes : Jerrold Hunter (Alan Marshal)
- 1943 : La Ruée sanglante : Daniel F. Somers (John Wayne)
- 1944 : Trente Secondes sur Tokyo : M. Parker (Alan Napier)
- 1948 : Le Troisième Homme : Popescu (Siegfried Breuer)
- 1950 : Les Mines du roi Salomon : Austin (John Banner)
- 1951 : Pandora : Stephen Cameron (Nigel Patrick)
- 1951 : L'Attaque de la malle-poste : le narrateur (Henry Hathaway)
- 1952 : Le Train sifflera trois fois : Herb Baker (James Millican)
- 1952 : Les Feux de la rampe : John Redfern (Barry Bernard)
- 1952 : La Furie du désir : Paul / Boake Trackman (Charlton Heston)
- 1952 : Scaramouche : le député De Crillion (Frank Wilcox)
- 1953 : Le Vagabond des mers : Arnaud (Jacques Berthier)
- 1953 : Les Frontières de la vie : Eddie Hinckley (Richard Reeves)
- 1954 : Écrit dans le ciel : Alsop (Douglas Fowley)
- 1955 : La Fille sur la balançoire : Stanford White (Ray Milland)
- 1955 : Dix hommes à abattre : Frank Scavo (Leo Gordon)
- 1956 : Hélène de Troie : Ajax (Maxwell Reed)
- 1956 : Plus dure sera la chute : Nick Benko (Rod Steiger)